# Szalatnairtvány
Szalatnairtvány (szlovákul: Slatinské Lazy) község Szlovákiában, a Besztercebányai kerületben, a Gyetvai járásban.

## Fekvése
Nagyszalatnától 8 km-re délkeletre.

## Története
A trianoni diktátumig területe Zólyom vármegye Nagyszalatnai járásához tartozott.
A községet 1930-ban alapították nyolc, a 18.-19. században keletkezett irtványtelep összevonásával.

## Népessége
| Év:            | 1994. | 2004.    | 2014.   | 2024.   |
| -------------- | ----- | -------- | ------- | ------- |
| Emberek száma: | 456   | 525      | 502     | 530     |
| Eltérés:       |       | +15,13 % | -4,38 % | +5,57 % |

| Év:            | 2023. | 2024.   |
| -------------- | ----- | ------- |
| Emberek száma: | 536   | 530     |
| Eltérés:       |       | -1,11 % |

2001-ben 546 lakosából 543 szlovák volt.
2011-ben 502 lakosából 467 szlovák volt.

## Nevezetességei
Fa haranglába a 19. században készült népi munka.